# 32. století př. n. l.

## Události
- Nekropole Varna: poblíž jezera Varna bylo nalezeno nejstarší zlato na světě.
- cca 3150 př. n. l. – Narmer (1. dynastie) začal vládnout ve starověkém Egyptě.
- Starověký Egypt: Nejranější známé egyptské hieroglyfy, raně dynastické období.
- cca 3125 př. n. l. – Zemřel Narmer.
- Kréta: vzestup mínojské civilizace.
- Vybudována neolitická osada v Skara Brae (Orkneje ve Skotsku).
- Lidé nové doby kamenné v Irsku budují 250 000 tunový Newgrange, slunečně orientovanou chodbovou hrobku.
- 3113 př. n. l., 12. srpen – výchozí datum mayského letopočtu označované 0.0.0.0.4. ahau 8. cumhu
- 3102 př. n. l., 18. únor podle proleptického (tj. zpětně datovaného) juliánského kalendáře nebo 23. leden podle proleptického kalendáře gregoriánského – počátek indického letopočtu Kálijuga
- 3102 př. n. l. – astrologické svědectví pokládá toto datum za datum Krišnova úmrtí ve věku 125 let.

## Významné osobnosti
- Narmer, následník Serketa a zakladatel první dynastie v Egyptě.

## Vynálezy, objevy
- 13. srpna 3114 př. n. l. – začátek nynějšího dlouhého počtu v mayském kalendáři.
- 3102 př. n. l. – začíná Rok 0 Kalijugy, jednoho ze stupňů vývoje, kterým podle hinduistů a buddhistů prochází svět.
- cca 3100 př. n. l. – začíná nejranější fáze stavby Stonehenge.